# 広島県道387号横島循環線
広島県道387号横島循環線（ひろしまけんどう387ごう よこしまじゅんかんせん）は、広島県福山市を通る一般県道である。

## 概要
福山市内海町にある横島を海岸沿いに一周する。ただし、今のところ一部に区域未決定区間があり、厳密には完全な循環線にはなっていない。

### 路線データ
- 起点：福山市内海町（新睦橋西詰交差点、広島県道53号沼隈横田港線終点）
- 終点：福山市内海町（新睦橋西詰交差点、広島県道53号沼隈横田港線終点）
- 総延長：8.1 km
- 実延長：6.7 km
- 区域未決定区間延長：1.4 km
- 区域未決定区間：横島の南西部1.4 km[注釈 1]

## 歴史
- 1982年（昭和57年）3月23日 - 広島県告示第323号により認定される。
- 2003年（平成15年）2月3日 - 沼隈郡内海町が芦品郡新市町とともに福山市に編入されたことに伴い全区間が福山市域のみを通る路線になり、併せて起終点の地名表記が変更される（沼隈郡内海町横島→福山市内海町横島）。

## 路線状況
7月 - 8月の土曜日・日曜日・祝日の11:00 - 16:00は入双（横島東岸部） - 志垣（横島北岸部）間は時計回りの一方通行になる。全般的に狭く、大型車の通行は困難である。
東岸部・南岸部は海のすぐそばを通っており、釣り客がいることが多いので通行や離合には注意が必要である。また、台風や豪雨で路肩が崩れ、長期間通行止めになることも多い。

## 地理

### 通過する自治体
- 福山市

### 交差する道路
| 交差する道路             | 交差する場所 | 交差する場所            |
| ------------------------ | ------------ | ----------------------- |
| 広島県道53号沼隈横田港線 | 内海町       | 新睦橋西詰交差点 / 起点 |
| 区域未決定区間           |              |                         |
| 広島県道53号沼隈横田港線 | 内海町       | 新睦橋西詰交差点 / 終点 |

### 沿線
- 福山市うつみ市民交流センター
- 王城
- 鳶ガ巣山
- 瀬戸内海
- 甚九岩
- 横山海水浴場
- ふれあいの森
- ドルフィンビーチ